# Angla (Saaremaa)
Koordinaten: 58° 32′ N, 22° 42′ O

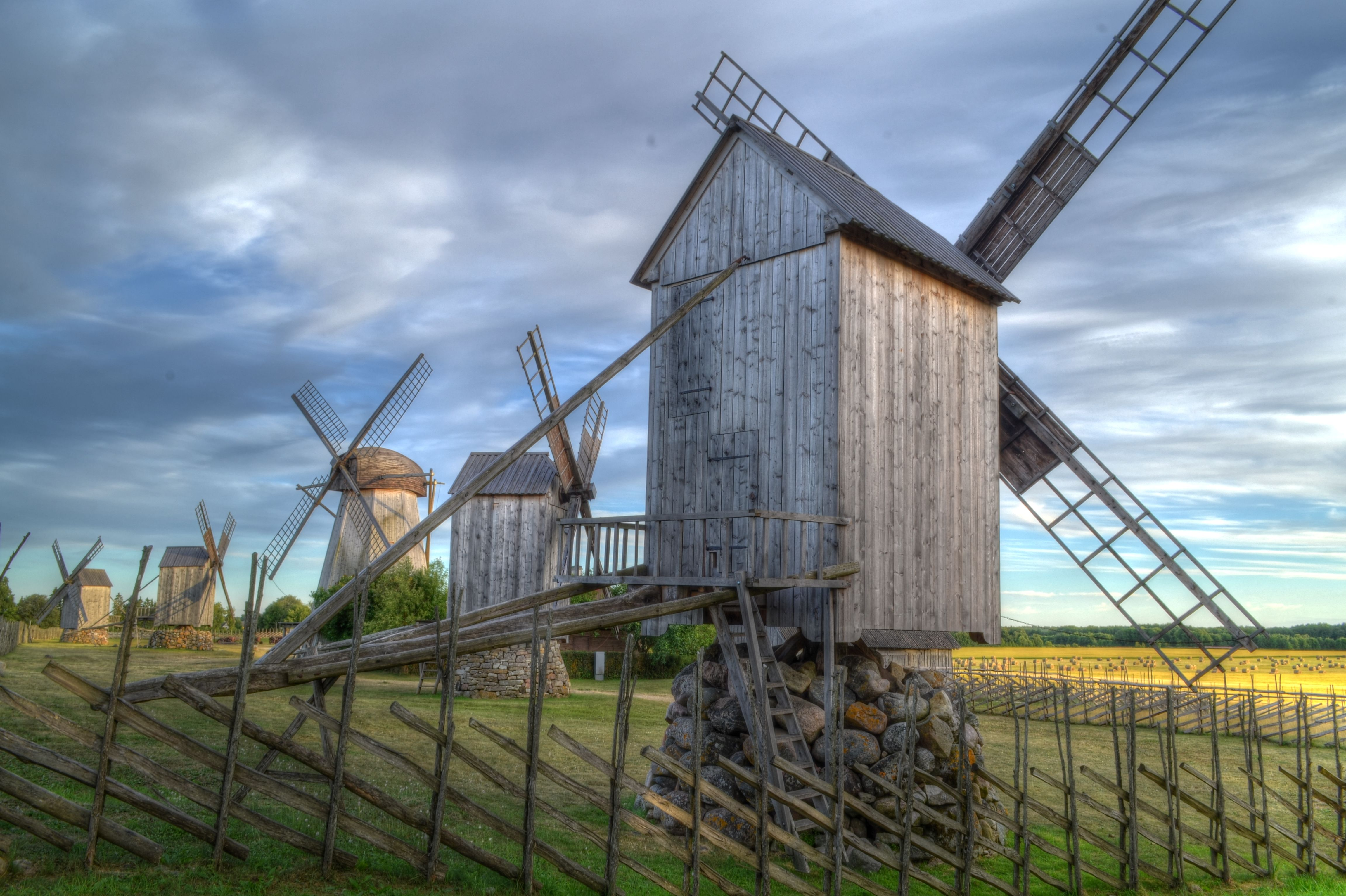

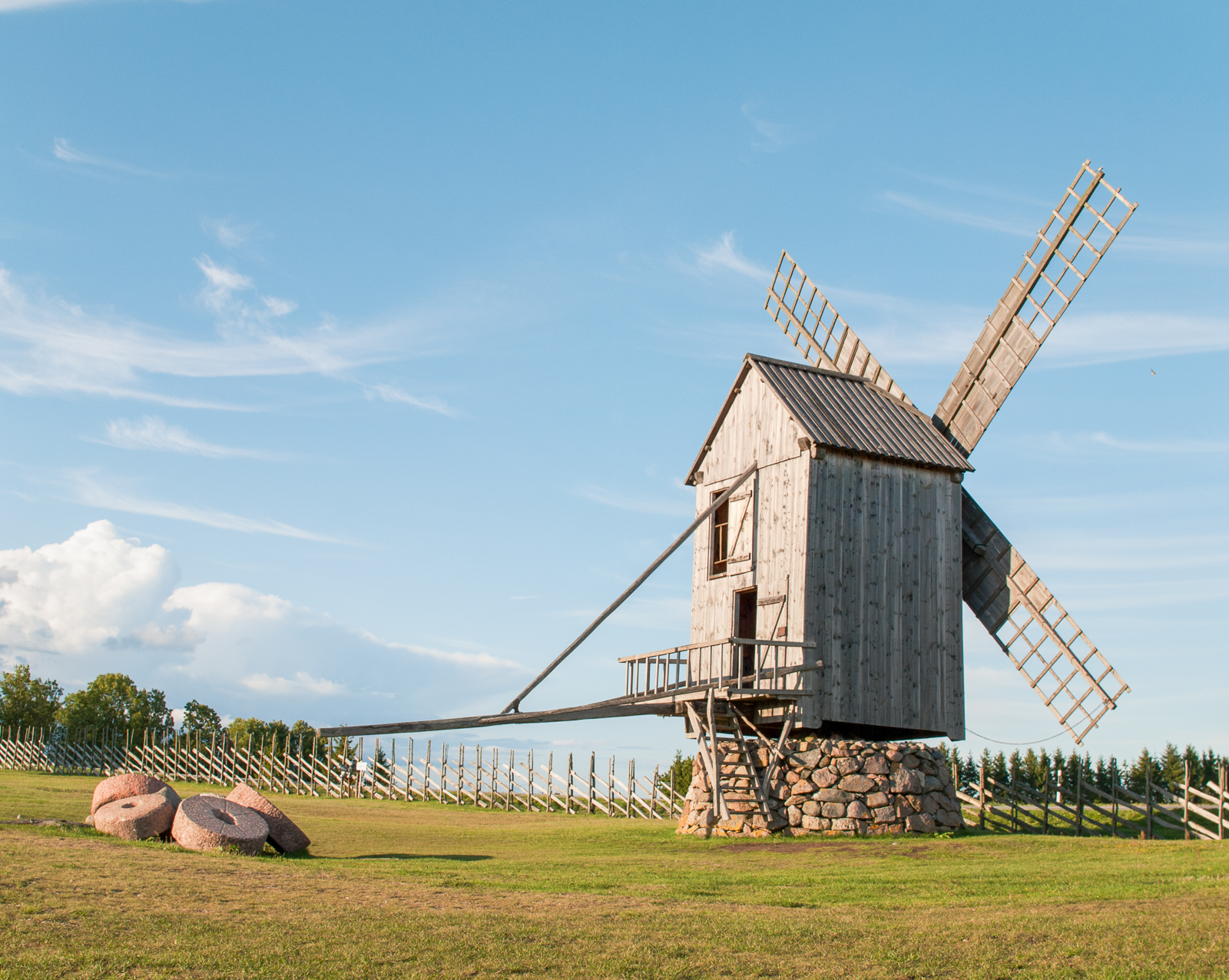

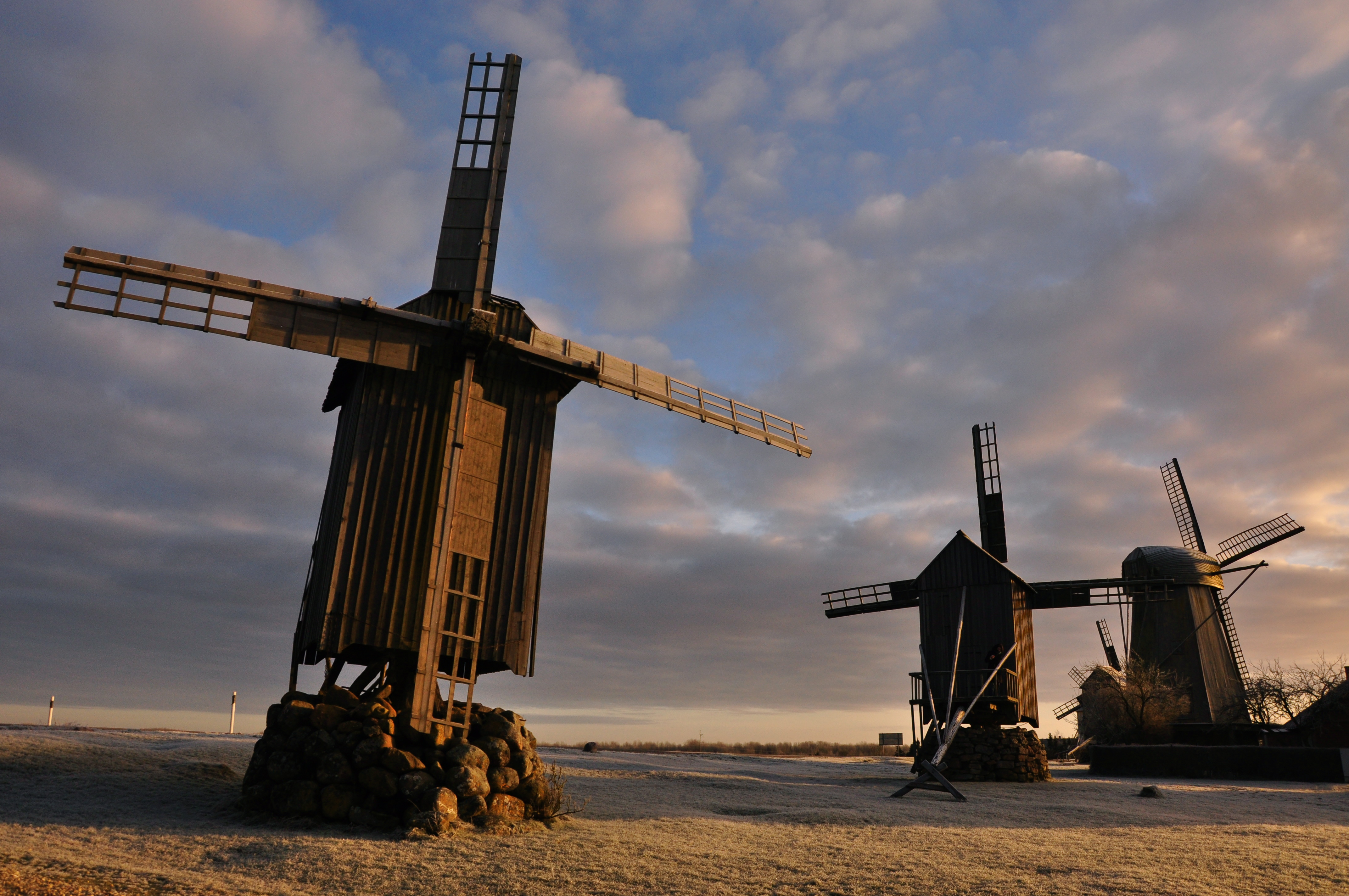

Angla ist ein Dorf (estnisch küla) auf der größten estnischen Insel Saaremaa. Es gehört zur Landgemeinde Saaremaa (bis 2017: Landgemeinde Leisi) im Kreis Saare.

## Einwohnerschaft, Lage und Geschichte
Das Dorf hat 22 Einwohner (Stand 31. Dezember 2011). Es liegt 31 Kilometer nordöstlich der Inselhauptstadt Kuressaare.
Der Ort wurde erstmals 1547 unter dem Namen Hangell urkundlich erwähnt.

## Windmühlen
Angla ist heute vor allem für seine Windmühlen bekannt. Sie befinden sich auf einer Anhöhe unweit des Dorfkerns, dem sogenannten Mühlenberg von Angla. Von den einst zwölf Windmühlen des Ortes sind heute noch vier Bockwindmühlen und eine Holländerwindmühle im Original erhalten. Die älteste stammt von 1880, die jüngste von 1927.
Der Mühlenberg von Angla ist eines der Wahrzeichen der Insel Saaremaa. Daneben wurde 2011 ein Kulturerbezentrum eingeweiht, in dessen Kunst- und Handwerksateliers verschiedene Workshops angeboten werden.